# Pseudolambrus confragosus
Pseudolambrus confragosus is een krabbensoort uit de familie van de Parthenopidae. De wetenschappelijke naam van de soort is voor het eerst geldig gepubliceerd in 1900 door Calman.